# Elliottia
Genre
Classification APG III (2009)
Elliottia est un genre de plantes à fleurs dicotylédones de la famille des Ericaceae.

## Liste d'espèces
Selon Catalogue of Life (24 juin 2016) et NCBI (24 juin 2016) :
- Elliottia bracteata ;
- Elliottia paniculata ;
- Elliottia pyroliflora ;
- Elliottia racemosa.

Selon ITIS (24 juin 2016) :
- Elliottia pyroliflora ;
- Elliottia racemosa.